# Rejon słowiański
Rejon słowiański – jednostka administracyjna wchodząca w skład obwodu donieckiego Ukrainy.
Rejon utworzony w 1923, ma powierzchnię 1300 km² i liczy około 38 tysięcy mieszkańców. Siedzibą władz rejonu jest Słowiańsk.
Na terenie rejonu znajdują się 4 osiedlowe rady i 12 silskich rad, obejmujących w sumie 40 wsi i 2 osady.